# Спрингер (Оклахома)
Спрингер (енгл. Springer) град је у америчкој савезној држави Оклахома.

## Демографија
По попису из 2010. године број становника је 700, што је 123 (21,3%) становника више него 2000. године.
| Група             | 2000.       | 2010.       |
| Белци             | 476 (82,5%) | 513 (73,3%) |
| Афроамериканци    | 15 (2,6%)   | 33 (4,7%)   |
| Азијати           | 0 (0,0%)    | 0 (0,0%)    |
| Хиспаноамериканци | 23 (4,0%)   | 33 (4,7%)   |
| Укупно            | 577         | 700         |